# Baileya
Baileya (la maravilla del desierto) es un género  perteneciente a la familia Asteraceae. Son todos nativos de EE. UU. y México. Comprende 9 especies descritas y de estas, solo 3 aceptadas.

## Descripción
Son plantas típicamente anuales, aunque B. multiradiata puede ser perenne. Las hojas son enteras o profundamente lobuladas, la mayoría se agrupan en rosetas basales que alcanzan 50 cm de altura, usualmente tiene una sola flor amarilla, aunque B. pauciradiata puede tener 2-3 flores por tallo. 

## Ecología
Especies de Baileya son usadas como alimento por las larvas de algunas Lepidoptera incluyendo Schinia miniana (que come exclusivamente de este género) y Schinia pallicincta (que come exclusivamente de B. pauciradiata). 

## Taxonomía
El género fue descrito por Harvey & A.Gray ex Torrey y publicado en Notes of a Military Reconnoissance 143–144. 1848. La especie tipo es: Baileya multiradiata Harv. & A. Gray. 
Etimología
El nombre del género fue otorgado en honor de Liberty Hyde Bailey, botánico estadounidense.

## Especies
A continuación se brinda un listado de las especies del género Baileya aceptadas hasta julio de 2012, ordenadas alfabéticamente. Para cada una se indica el nombre binomial seguido del autor, abreviado según las convenciones y usos.
- Baileya multiradiata Harv. & A.Gray ex Torr.
- Baileya pauciradiata A.Gray
- Baileya pleniradiata Harv. & A.Gray ex A.Gray